# Laura James
Laura Ellen James, född 18 november 1990 i Cambridge, New York, är en amerikansk fotomodell. Hon är vinnaren av den nittonde säsongen av America's Next Top Model.